# Zavod Martinis-Marchi – Osnovna škola Manuš
Zavod Martinis-Marchi – Osnovna škola Manuš zgrada je u Splitu. Nalazi se na adresi Vukovarska 11, Split.
Zgrada je monumentalna kamena građevina koju je od 1911. do 1913. dao izgraditi Zavod Martinis-Marchi kao azil i osnovnu školu za napuštenu djecu i djecu bez roditelja. Nalazi se na povišenom platou na sjevernoj strani Vukovarske ulice. To je jednokatnica s podrumom, visokim prizemljem i dijelom potkrovljem. Izduženog je pravokutnog tlocrta, jednako obrađenih kamenih pročelja s detaljima od opeke, jednostavno profiliranim otvorima i razdjelnim vijencem između katova, a završava drvenim krovištem s dubokim strehama i pokrovom kupom kanalicom. U cjelini odaje duh tradicionalnog dalmatinskog graditeljstva, s neostilskim reminscencijama u pojedinim detaljima. Danas je u njoj Osnovna škola Manuš. 

## Zaštita
Pod oznakom Z-6001 zavedena je kao nepokretno kulturno dobro - pojedinačno, pravna statusa zaštićena kulturnog dobra, klasificirano kao "profana graditeljska baština".